# Assistente spirituale
L'assistente spirituale è, secondo il diritto canonico, un cappellano designato dal vescovo competente all'interno di un istituto o associazione allo scopo di offrire un orientamento teologico, spirituale e pastorale. È coadiuvato nel servizio dalla comunità e svolge il proprio compito in collaborazione con il presidente ed il direttore generale o eventuali figure previste dai singoli statuti.
L'assistente spirituale viene designato dall'ordinario competente, il vescovo di una diocesi o presidente del Pontificio Consiglio per i Laici, che approva la nomina presentata dal presidente di un movimento laico o di un ordine religioso, o da chi è preposto al ruolo analogo in una associazione di diritto diocesano o di diritto pontificio. Il vescovo competente sceglie o conferma la nomina del presidente, che a sua volta ha ottenuto il parere positivo del consiglio e il consenso dell'ordinario proprio del prescelto.
I compiti dell'assistente spirituale cambiano secondo gli statuti di ogni singola associazione, movimento od ordine religioso. 
Il suo servizio in generale è quello di:
- Cooperatore del vescovo: aiuta l'istituto o l'associazione ad approfondire la propria consapevolezza di essere un'opera della Chiesa, ricorda gli orientamenti pastorali della chiesa e le principali preoccupazioni del pastore, cura l'inserimento delle attività nella pastorale organica della diocesi secondo caratteristiche e fini propri, favorisce la relazione tra i membri ed il vescovo.
- Artefice di comunione: favorisce le relazioni di comunione e la condivisione delle esperienze a vari livelli nell'istituto o associazione e tra gli Istituti o altre opere della Chiesa particolare ed universale; sostiene la partecipazione alle iniziative della diocesi e della Conferenza episcopale di riferimento.
- Educatore nella fede e ministro della vita sacramentale: incoraggia continuamente i membri dell'istituto o dell'associazione, sul piano personale e comunitario, ad orientarsi verso Gesù Cristo, con l'annuncio della Parola, la catechesi ed il servizio sacramentale (specialmente l'eucaristia e la riconciliazione).
- Animatore spirituale e custode del carisma: introduce tutti i membri dell'istituto o dell'associazione nel mistero della presenza di Dio, camminando sulle orme del fondatore. L'assistente spirituale contribuisce affinché l'istituto o l'associazione mantenga la propria natura e le proprie finalità ecclesiali e favorirà la sua partecipazione ai piani pastorali diocesani e della Conferenza episcopale di appartenenza, secondo il carisma proprio dell'associazione.

L'assistente spirituale generalmente affianca il presidente nel discernimento circa le decisioni relative alla vita dell'Istituto o dell'associazione, all'apertura di nuove fondazioni (centri, missioni, zone), nella proposta delle linee programmatiche annuali, nel discernimento vocazionale e nella formazione spirituale dei membri dell'associazione. Qualora un'associazione fosse strutturata in "zone" perché diffusa in più paesi, alcuni statuti prevedono un "assistente spirituale generale" di coordinamento per i vari singoli assistenti spirituali di zona. L'assistente spirituale generale dedica una particolare attenzione alla formazione dei responsabili e degli assistenti spirituali dell'associazione, perché svolgano con dedizione, responsabilità e coerenza il loro ministero. 